# Хуніор де Барранкілья
«Корпорасьйо́н Попула́р Депорті́ва Хуніо́р» ((ісп. «Club Deportivo Popular Junior F.C. S.A.»), колишня назва «Атлеті́ко Хуніо́р» (ісп. «Atlético Junior»)) — колумбійський футбольний клуб з міста Барранкільї. Заснований 1924 року. Клуб 9 разів ставав чемпіоном Колумбії, ще 9 разів фінішував другим в чемпіонатах країни.

## Досягнення
- Чемпіон Колумбії (9): 1977, 1980, 1993, 1995, 2004 Ф, 2010 А, 2011 Ф, 2018 Ф, 2019 А
- Володар Кубка Колумбії (2): 2015, 2017
- Володар Суперліги Колумбії (2): 2019, 2020